# Baba wielkanocna

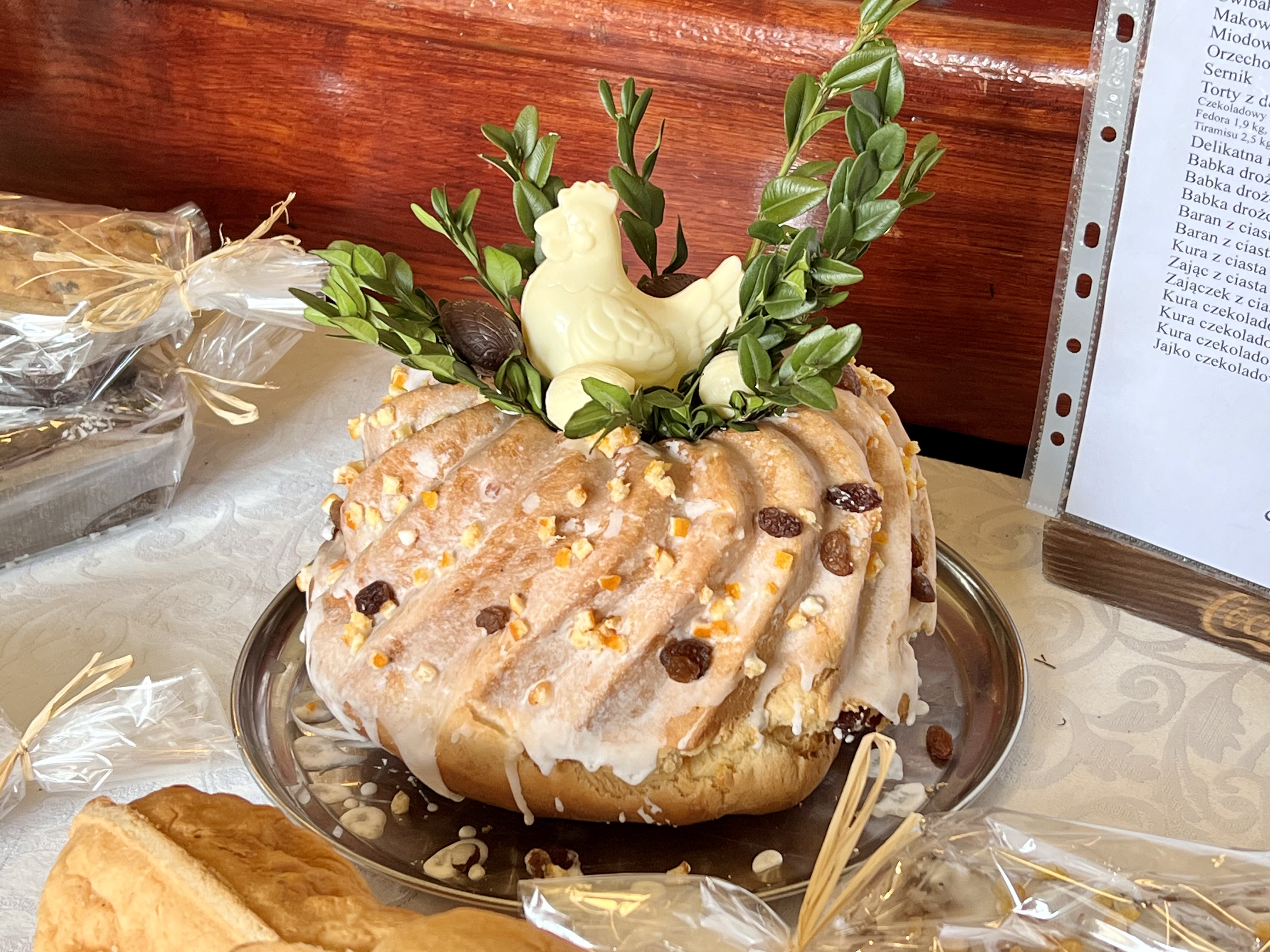
Baba drożdżowa udekorowana lukrem, rodzynkami, cykatą oraz akcentami wielkanocnymi (gałązkami bukszpanu i czekoladową kurą wysiadującą jajka)

Baba wielkanocna – polskie tradycyjne wielkanocne pieczywo cukiernicze, drożdżowa odmiana babki.

## Charakterystyka
Ciasto baby wielkanocnej przyrządzane jest z drożdży piekarskich lub piwnych rozczynionych ciepłym mlekiem i wymieszanych z mąką i cukrem oraz szczyptą soli. Taki rozczyn jest odstawiany do wyrośnięcia. Gdy wyrośnie, dodawane są jajka, mąka oraz rozmaite bakalie. Niekiedy ciasto zaparza się wrzącym mlekiem. Oryginalne baby wypiekano w karbowanych formach w kształcie ściętego stożka, a po upieczeniu oblewano je białym lub różowym lukrem.

## Historia

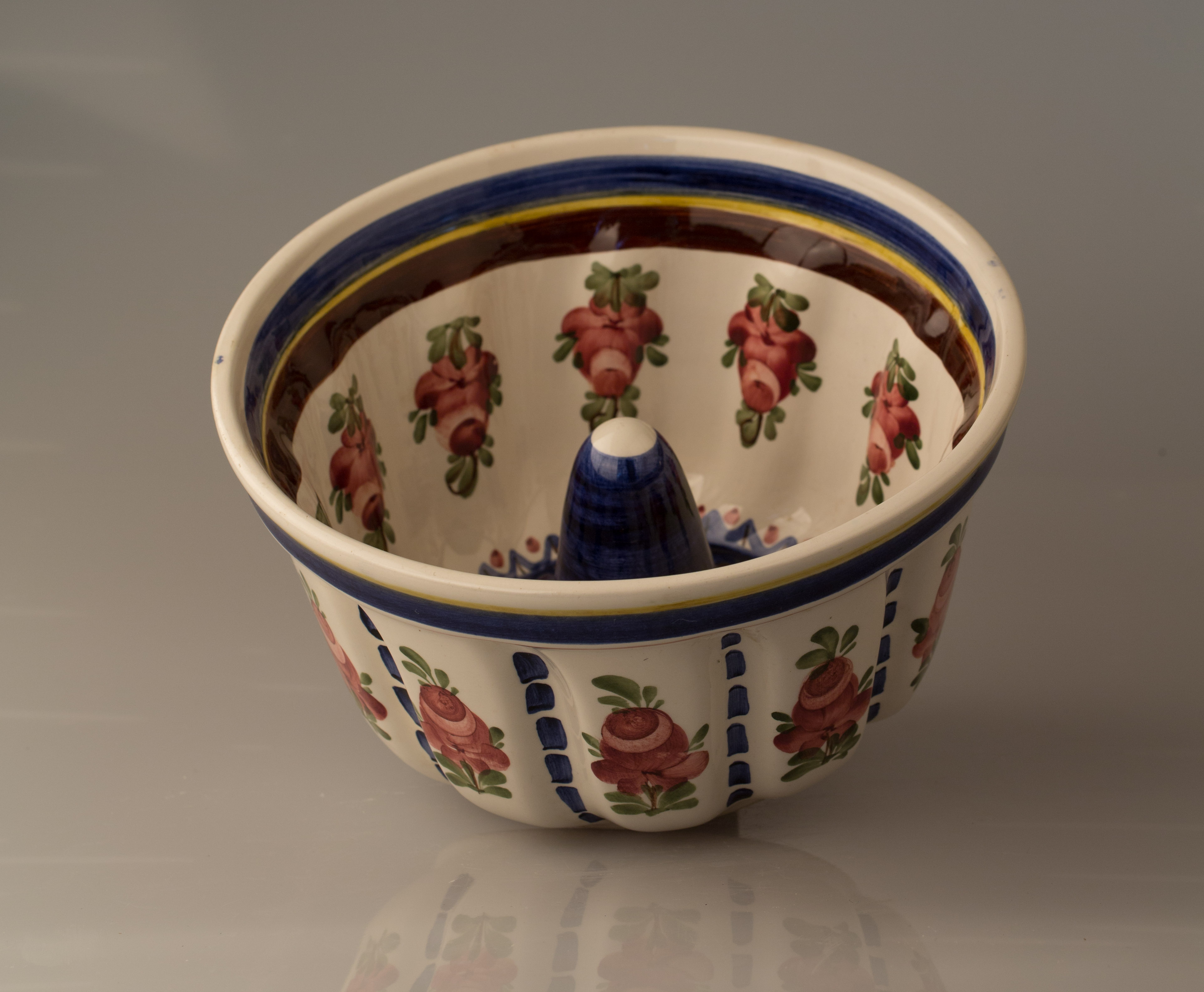
Tradycyjna forma do pieczenia babki

Baby po raz pierwszy były pieczone w Rzeczypospolitej Obojga Narodów pod koniec XVII wieku. Za czasów Stanisława Augusta Poniatowskiego rozpowszechniły się w krajach europejskich, a szczególnie we Francji.

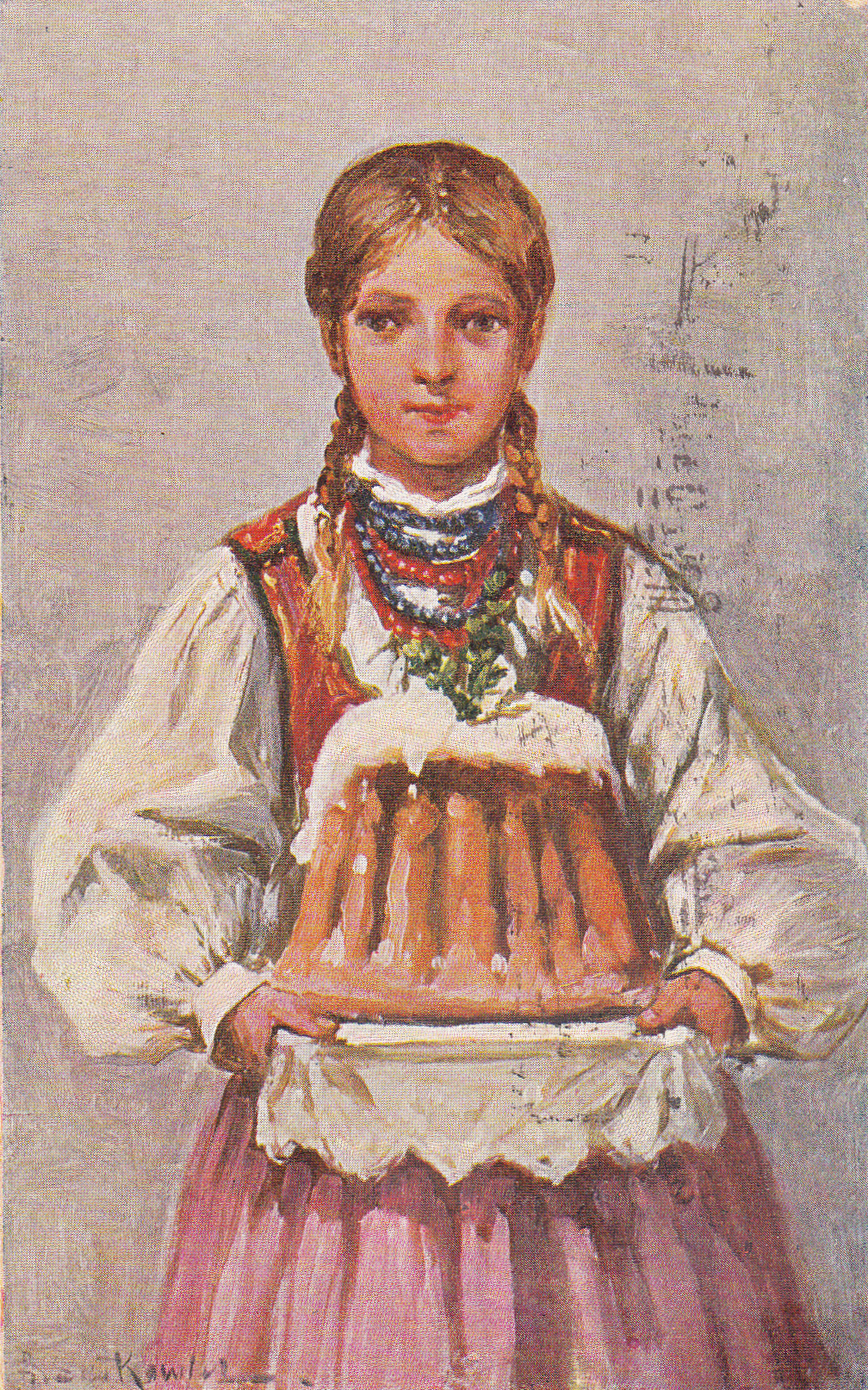
Adam Setkowicz, Dziewczyna w stroju ludowym (pocztówka z lat 30. XX wieku, wyd. Polonia Kraków)
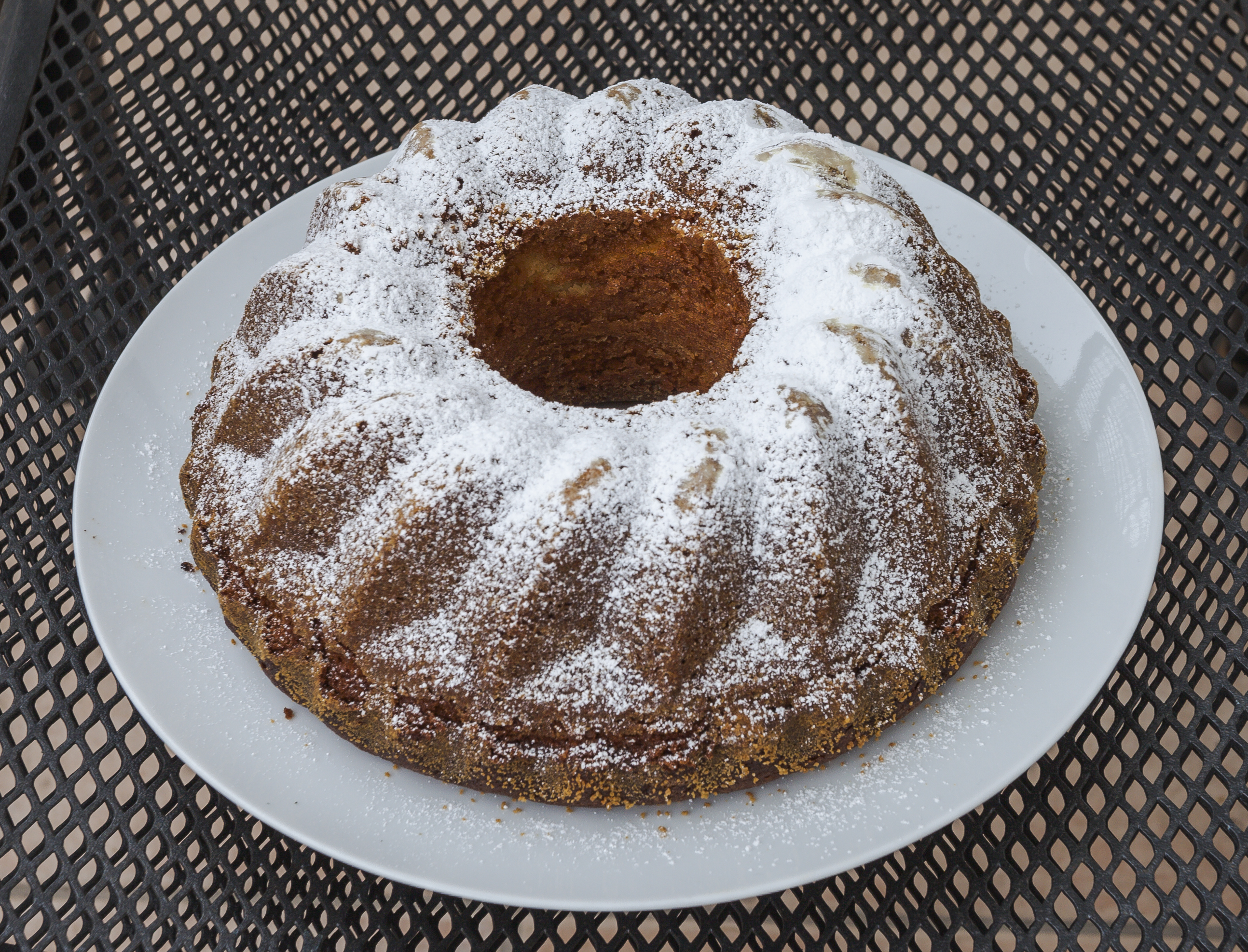
baba wielkanocna posypana cukrem pudrem
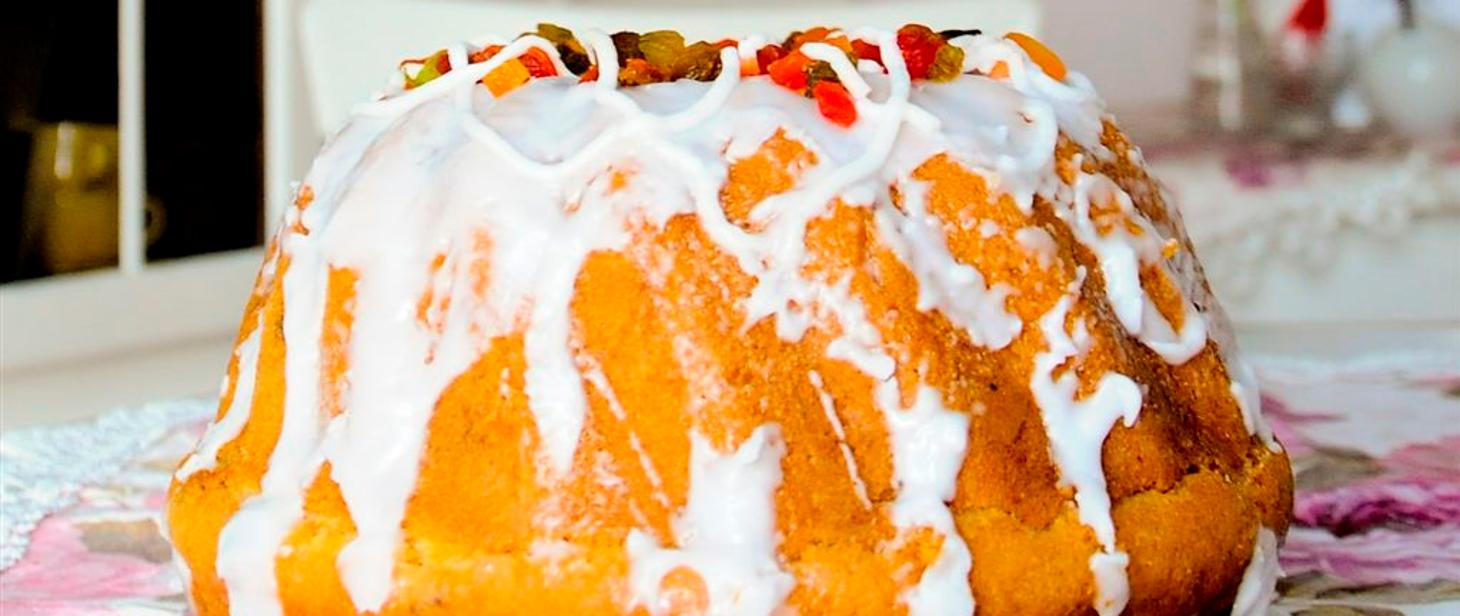
„Babka drożdżowa znad Mrogi” wpisana na polską Listę produktów tradycyjnych